# Кресент-Сити (аэропорт)
Аэропорт округа Дел-Норт (англ. Del Norte County Airport), (ИАТА: CEC, ИКАО: KCEC, FAA LID: CEC), также известный, как Аэропорт имени Джека МакНамары — гражданский аэропорт, расположенный в пяти километрах к северо-западу от делового центра города Кресент-Сити, округ Дел-Норт (Калифорния), США.
Аэропорт обслуживает главным образом рейсы авиации общего назначения. Регулярные коммерческие рейсы выполняет региональная авиакомпания SkyWest Airlines, работающая под торговой маркой United Express магистральной авиакомпании United Airlines. Регулярные авиаперевозки субсидируются за счёт средств Федеральной программы США Essential Air Service (EAS) по обеспечению воздушного сообщения между небольшими населёнными пунктами страны.

## Операционная деятельность
Аэропорт округа Дел-Норт занимает площадь в 202 гектара, расположен на высоте 17 метров над уровнем моря и эксплуатирует две взлётно-посадочные полосы:
- 11/29 размерами 1525 х 46 метров с асфальтовым покрытием;
- 17/35 размерами 1525 х 46 метров с асфальтовым покрытием.

В период с 31 декабря 2005 до 31 декабря 2006 года Аэропорт округа Дел-Норт обработал 9820 операций по взлётам и посадкам воздушных судов (в среднем 26 операций ежедневно), из которых 79 % пришлось на авиацию общего назначения, 11 % — на регулярные коммерческие рейсы, 9 % составили рейсы аэротакси и 1 % — рейсы военной авиации. В данный период в аэропорту базировалось 26 воздушных судов, из которых 77 % — однодвигательные самолёты и 23 % — многодвигательные.